# ESPN International
 (mai 2019).
Si vous disposez d'ouvrages ou d'articles de référence ou si vous connaissez des sites web de qualité traitant du thème abordé ici, merci de compléter l'article en donnant les références utiles à sa vérifiabilité et en les liant à la section « Notes et références ».
ESPN International est une filiale transversale de ESPN Inc et donc indirectement de la Walt Disney Company. Elle a été créée en janvier 1998. Le but de cette filiale est de coordonner des projets d'implantation à l'étranger pour les différentes filiales d'ESPN. 
Comme le reste du réseau ESPN, ESPN International appartient à 80 % à la Walt Disney Company et à 20 % à Hearst Corporation.
La Walt Disney Company possède plusieurs filiales similaires dont Walt Disney International et Buena Vista International. 

## Historique
ESPN s'est lancé à la conquête de l'international en 1983 avec d'abord de la distribution de programmes.
En janvier 1988, l'entité ESPN International est créée afin de prévoir et gérer les filiales au niveau international et aussi atteindre les 80 millions de souscripteurs.
Ainsi, en 1989 ESPN Latin America est lancée en Amérique centrale, et en 1990, le lancement d'ESPN Asia Network marque une ouverture sur l'Asie et le pacifique.
Le 5 décembre 2006, ESPN International prend le contrôle de NASN, une chaîne européenne dédiée aux sports américains pour la somme de 80 millions de $ .
Depuis, la société est présente sur les 7 continents, 160 pays au travers de 31 chaînes en 15 langues. Elle a acheté les droits de retransmission à l'international de nombreux événements sportifs.
Les chaînes :
- 4 en Amérique latine
- 6 en Asie
- 4 dans le pacifique
- 3 en en Afrique et au Moyen-Orient
- 2 au Canada